# Tusker Rock
Ne doit pas être confondu avec Tuskar Rock.

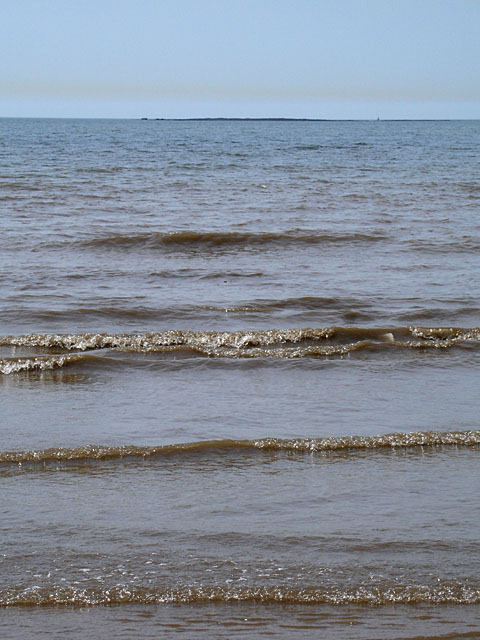
Îles du pays de Galles

Tusker Rock (en gallois : Ynys Twsgr) est une île du pays de Galles située dans le canal de Bristol ; elle se trouve à environ trois kilomètres à l'ouest du village d'Ogmore-by-Sea (en), dans le Vale of Glamorgan.

## Étymologie
L'île tire son nom d'un certain Tuska, un Viking danois qui s'était installé dans le Vale of Glamorgan,.

## Description
Il s'agit d'un îlot inhabité, entièrement visible à marée basse. Elle comporte les débris du navire SS Steepholm qui fit naufrage en 1968.

## Histoire
Le 22 octobre 1968, la drague britannique SS Steepholm, bâtie en 1950, heurte l'île et se brise ; les sept membres de l'équipage seront sauvés.